# Algarve Cup 2001
L'Algarve Cup 2001 è stata l'ottava edizione dell'Algarve Cup. Ebbe luogo dall'11 al 17 marzo 2001.

## Formato
Le 8 squadre erano divise in due gironi all'italiana. Dopo gli scontri diretti nel girone, vennero disputate quattro finali: la finale per il settimo posto tra le quarte, la finale per il quinto posto tra le terze, la finale per il terzo posto tra le seconde e la finale tra le prime.
Erano assegnati tre punti per la vittoria, uno per il pareggio e zero per la sconfitta. In caso di parità di punti, venivano considerati gli scontri diretti, la differenza reti e i gol fatti.

## Squadre
- Canada
- Cina
- Danimarca
- Finlandia

- Norvegia
- Portogallo
- Stati Uniti
- Svezia

## Fase a gironi

### Gruppo A
| Squadra     | Pt | G | V | N | P | GF | GS | DR |
| ----------- | -- | - | - | - | - | -- | -- | -- |
| Svezia      | 9  | 3 | 3 | 0 | 0 | 11 | 3  | +8 |
| Canada      | 6  | 3 | 2 | 0 | 1 | 7  | 6  | +1 |
| Stati Uniti | 3  | 3 | 1 | 0 | 2 | 2  | 5  | -3 |
| Portogallo  | 0  | 3 | 0 | 0 | 3 | 2  | 8  | -6 |

| Lagos 11 marzo 2001                                           | Canada    | 3 – 0 referto referto 2 | Stati Uniti | Stadio municipale (150 spett.) |
| \| \| \| \| \| Hooper 31’ 90’ Sinclair 37’ \| Marcatori \| \| |           |                         |             |                                |
|                                                               |           |                         |             |                                |
| Hooper 31’ 90’ Sinclair 37’                                   | Marcatori |                         |             |                                |

| Arbitro: | Skogvang |

|                                                    |           |           |
| Moström 24’ Ljungberg 40’ Svensson 48’ Flyborg 77’ | Marcatori | 2’ Xavier |

| Arbitro: | Karlsen |

|                       |           |  |
| Welsh 65’ Rigamat 87’ | Marcatori |  |

| Arbitro: | Vaughan |

|                                                    |           |                   |
| Ljungberg 11’, 15’, 45’ ??? 13’ (aut.) Flyborg 78’ | Marcatori | 35’, 75’ Sinclair |

| Arbitro: | Skogvang |

|                            |           |  |
| Nordlund 38’ Ljungberg 73’ | Marcatori |  |

| Arbitro: | Vaughan |

|                        |           |               |
| ??? 8’ (aut.) Boyd 89’ | Marcatori | 45’ Fernandes |

### Gruppo B
| Squadra   | Pt | G | V | N | P | GF | GS | DR  |
| --------- | -- | - | - | - | - | -- | -- | --- |
| Danimarca | 6  | 3 | 2 | 0 | 1 | 8  | 2  | +6  |
| Cina      | 6  | 3 | 2 | 0 | 1 | 6  | 2  | +4  |
| Norvegia  | 6  | 3 | 2 | 0 | 1 | 6  | 3  | +3  |
| Finlandia | 0  | 3 | 0 | 0 | 3 | 1  | 14 | -13 |

| Vila Real de Santo António 11 marzo 2001, ore --:-- CET              | Danimarca | 2 – 1 referto | Cina | Stadio municipale |
| \| \| \| \| \| Kjældgaard 55’ Krogh 83’ \| Marcatori \| 4’ Pu Wei \| |           |               |      |                   |
|                                                                      |           |               |      |                   |
| Kjældgaard 55’ Krogh 83’                                             | Marcatori | 4’ Pu Wei     |      |                   |

| Arbitro: | Persson |

|            |           |                                               |
| Kackur 58’ | Marcatori | 16’, 20’ Mellgren 22’ Haugenes 56’, 67’ Ørmen |

| Arbitro: | Svanström |

|  |           |                              |
|  | Marcatori | 50’ Zhao Lihong 61’ Bai Lili |

| Olhão 13 marzo 2001, ore --:-- CET                                                                                | Danimarca | 6 – 0 referto referto 2 | Finlandia | Stadio Olhão |
| \| \| \| \| \| K. Pedersen 22’ Krogh 33’, 60’ M. Pedersen 42’ Jokumsen 62’ Paaske Sørensen 86’ \| Marcatori \| \| |           |                         |           |              |
| |           |                         |           |              |
| K. Pedersen 22’ Krogh 33’, 60’ M. Pedersen 42’ Jokumsen 62’ Paaske Sørensen 86’                                   | Marcatori |                         |           |              |

| Arbitro: | Persson |

|  |           |                 |
|  | Marcatori | 59’ Gulbrandsen |

| 15 marzo 2001                                                          | Finlandia | 0 – 3 referto                        | Cina |  |
| \| \| \| \| \| \| Marcatori \| 27’ Liu Ying 36’ Pan Lina 45’ Li Jie \| |           |                                      |      |  |
|                                                                        |           |                                      |      |  |
|                                                                        | Marcatori | 27’ Liu Ying 36’ Pan Lina 45’ Li Jie |      |  |

## Finale settimo posto
| Arbitro: | Rön |

|                                           |           |                                |
| Julin 36’ Uusi-Luomalahti 44’ Ekstrom 78’ | Marcatori | 16’ Susana Maria Silva Martins |

## Finale quinto posto
| Arbitro: | Brochado |

|                                         |           |                                     |
| Gulbrandsen 21’, 73’, 86’ Tønnessen 88’ | Marcatori | 24’ Marquand 46’ Schott 56’ Reddick |

## Finale terzo posto
| Arbitro: | Vaughan |

|                                                   |           |              |
| Bai Lili 42’, 65’ Zhao Lihong 67’, 78’ Pu Wei 92’ | Marcatori | 21’ Sinclair |

## Finale
| Arbitro: | Elovirta |

|                                         |           |  |
| Fagerström 5’ Ljungberg 37’ Moström 74’ | Marcatori |  |

## Classifica finale
| Posizione | Squadra     |
| --------- | ----------- |
| 1         | Svezia      |
| 2         | Danimarca   |
| 3         | Cina        |
| 4         | Canada      |
| 5         | Norvegia    |
| 6         | Stati Uniti |
| 7         | Finlandia   |
| 8         | Portogallo  |